# Kerk van Loquard
De Kerk van Loquard is een luthers kerkgebouw in het Oost-Friese terpdorp Loquard in de gemeente Krummhörn (Nedersaksen).

## Geschiedenis
De kerk werd in de tweede helft van de 13e eeuw midden op de warft gebouwd. Tot de reformatie behoorde de kerk tot het bisdom Münster. Oorspronkelijk was het gebouw korter dan de huidige kerk. Tegen het einde van de 15e eeuw werd een toren toegevoegd, die als baken voor zeevarenden diende. Een voorstelling hiervan met nog een torenspits staat afgebeeld op een avondmaalskan uit 1710. Tijdens de Kerstvloed in het jaar 1717 werd deze toren zo zwaar getroffen, dat de hogere verdiepingen moesten worden afgebroken. Het onderste deel van de toren werd daarna bij de kerkzaal getrokken.

## Beschrijving

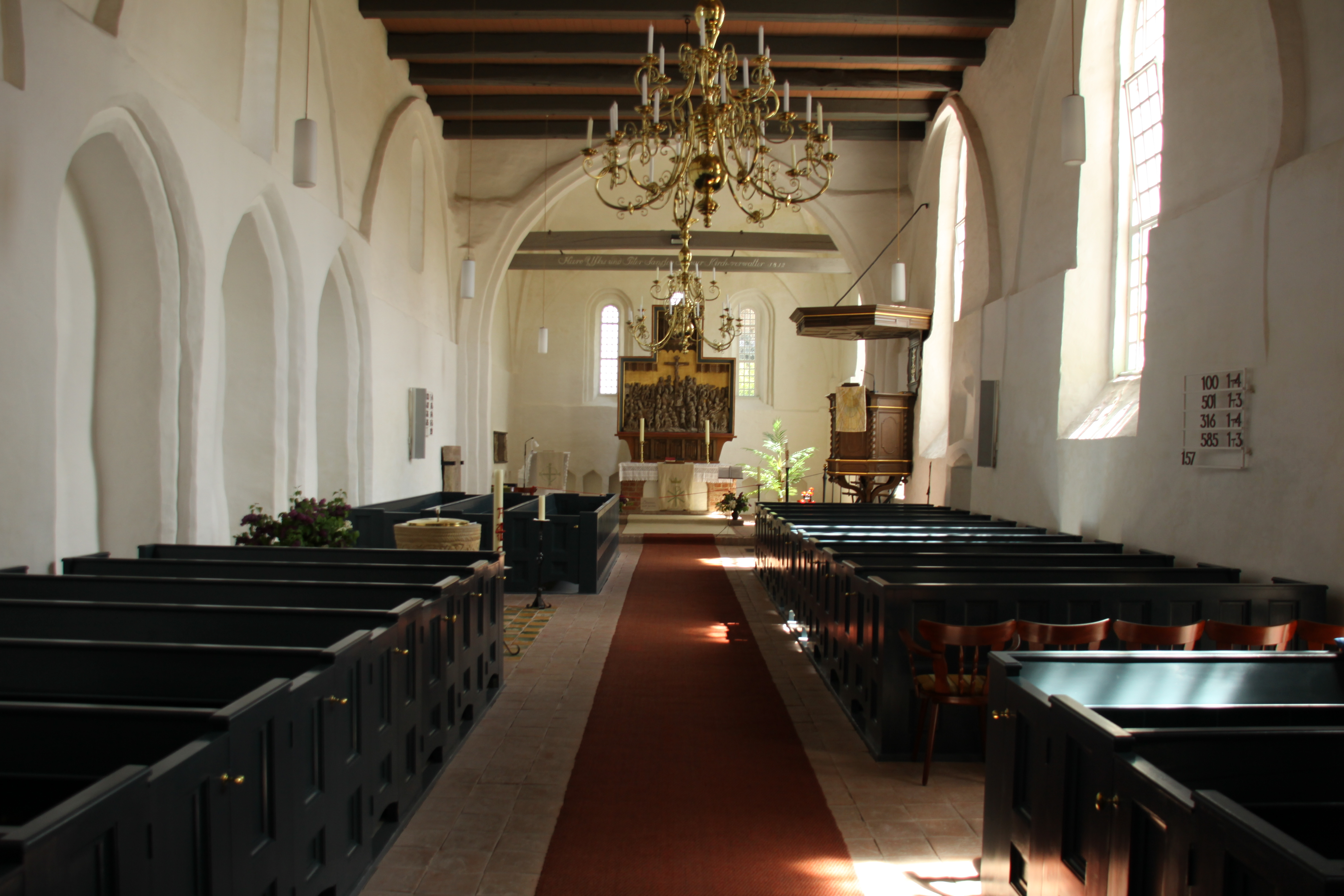
Overzicht interieur

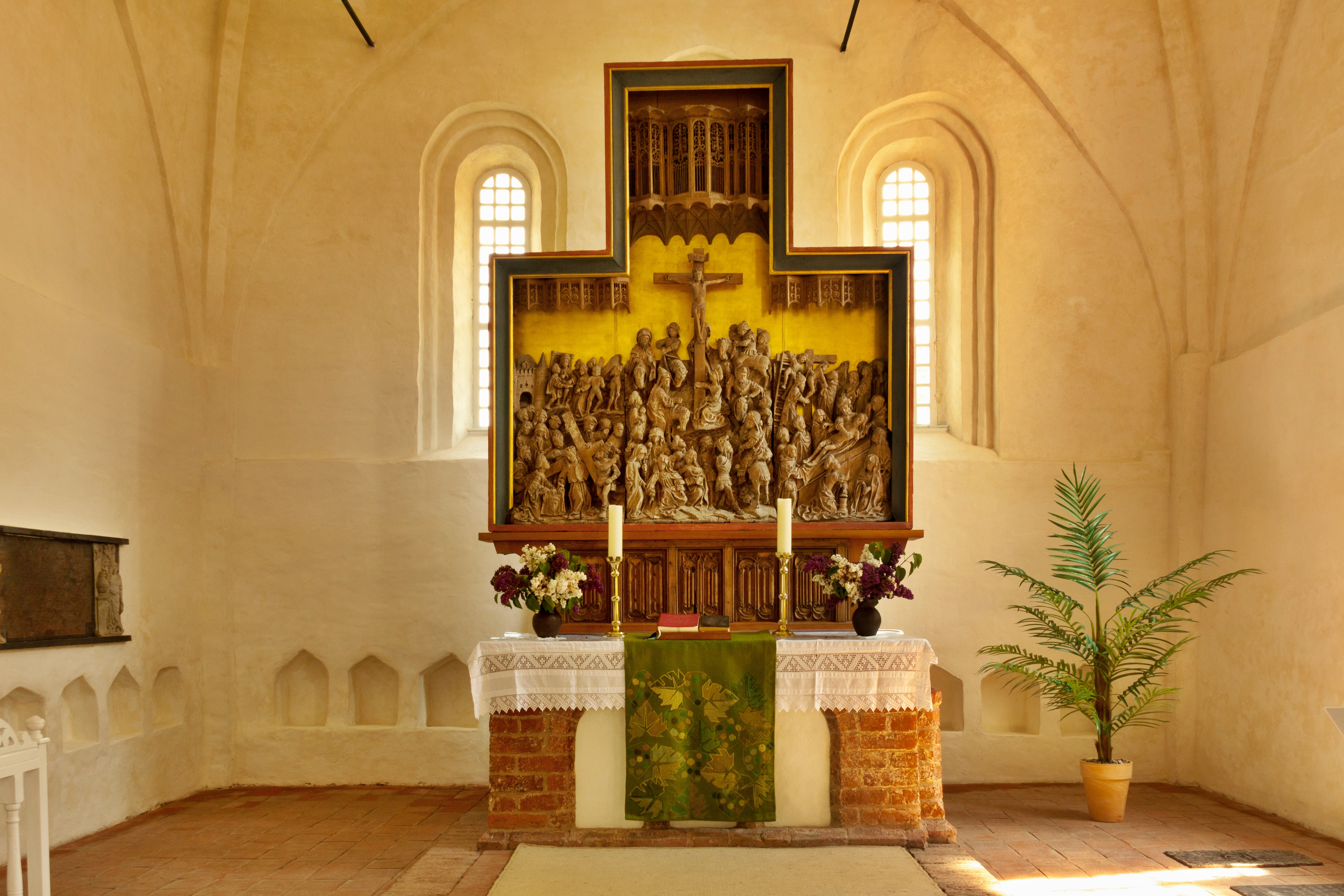
Het waardevolle altaar van de kerk

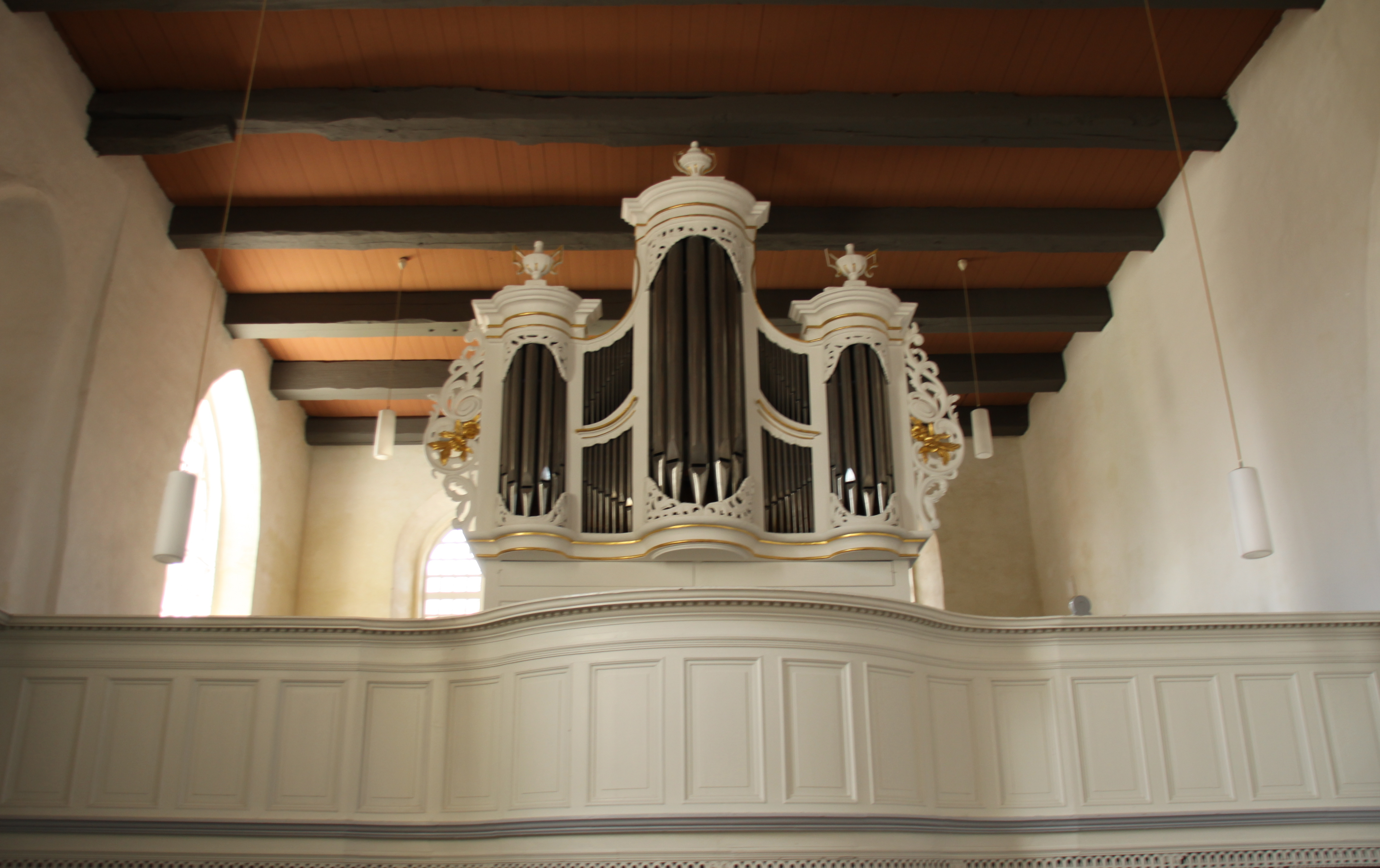
Orgel

Het kerkgebouw betreft een bakstenen zaalkerk, dat oorspronkelijk in romaanse stijl werd gebouwd. Het heeft een lengte van 34,2 meter en een breedte van 9,7 meter. Oorspronkelijk kwam men de kerk via een noordelijk en zuidelijk portaal binnen, maar deze portalen werden later dichtgemetseld. Toen de toren werd gebouwd, verplaatste men ook de toegang naar het westen. Op het westelijke deel van het dak bevindt zich een kleine dakruiter.
In de oostelijke muur is een groep van drie getrapte ramen ingebracht, die door twee blindnissen worden geflankeerd. In de noordelijke muur bleven de vier oorspronkelijke spitsboogramen tussen lisenen bewaard. Om meer licht door te laten werden de ramen van de zuidelijke muur na de reformatie vergroot. De hagioscoop in het oostelijke deel van de zuidelijke muur is tegenwoordig dichtgemetseld. Het westelijke portaal heeft een spitsbogig portaal met een rechthoekige omlijsting. Boven de deur bevinden zich vijf blindnissen en net daarboven de fragmenten van een roosvenster.
Het kerkgebouw kende vroeger vier vierkante traveeën, waarvan het oostelijke boven het koor bewaard bleef. Een nog bewaarde trap in de westelijke muur voerde vroeger naar de later verkorte kerktoren. In de nissen in het noordelijke deel van de kerk werden ooit de altaarvoorwerpen geborgen.
Ten zuiden van de kerk staat de vrijstaande klokkenstoel van het parallelmuurtype. Net als het kerkschip werd de klokkenstoel in de tweede helft van de 13e eeuw in romaanse stijl gebouwd.

## Interieur
Het altaar in de kerk behoort tot de zeven houtgesneden altaren uit de late middeleeuwen, die in Oost-Friesland nog altijd rijk is. Het eiken retabel ontstond rond 1510 in een Vlaams atelier en werd vermoedelijk door de plaatselijke hoofdeling Viktor Freese geschonken. De schrijn is 1,73 meter breed en 2,59 meter hoog. Voorgesteld worden vijf aaneengeschakelde scènes uit de lijdensgeschiedenis van Jezus (Jezus voor Pontius Pilatus, Jezus die het kruis draagt, de kruisiging van Jezus op Golgotha, de Kruisafname en de Graflegging). Het kruis met het corpus onder het gotische baldakijn ontbrak al een hele tijd en werd in 1973 door een kunstenaar uit Oberammergau gemaakt en door de beeldhouwer Brüggemann uit Winsen an der Luhr in het retabel ingevoegd. De predella is versierd met vouwwerk en heeft een breedte van 1,8 meter en een hoogte van 0,68 meter.
Het slechts ten dele bewaarde romaanse doopvont van de kerk werd rond 1200 uit Bentheimer zandsteen gehouwen. Het hoort oorspronkelijk niet in Loquard, maar werd in 1965 door de lutherse gemeente van Westerholt geschonken, waar het jarenlang in de pastorietuin lag. Het sterk beschadigde doopvont werd later weer gereconstrueerd en rust op vier gestileerde leeuwen; de doopschaal en het deksel van messing met een knop van bergkristal zijn het werk van de firma Marby uit Brünninghausen.
De eenvoudige preekstoel dateert uit 1732. De kastbanken en de oostelijke galerij zijn eveneens zonder opzichtige versiering.
Aan de noordelijke muur is een grafzerk met portret van de Conrad van Vaerel uit 1546 bevestigd.

## Orgel
Van het orgel van Hinrich Just Müller uit 1793 bleef slechts de orgelkas bewaard. Het huidige orgel werd in 1966-1967 door Alfred Führer gebouwd en telt acht registers.